# Herb Tarnopola
Herb Tarnopola – znak heraldyczny, symbolizujący miasto Tarnopol na Ukrainie, w obwodzie tarnopolskim. 

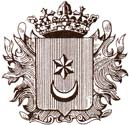
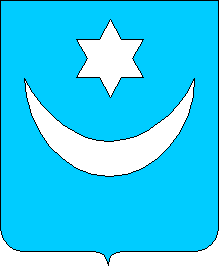
Herb Jana Amora Tarnowskiego
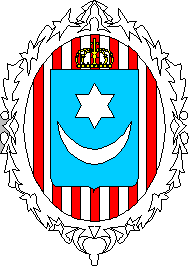
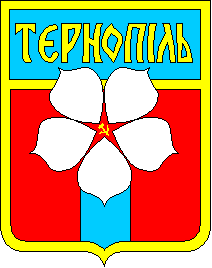
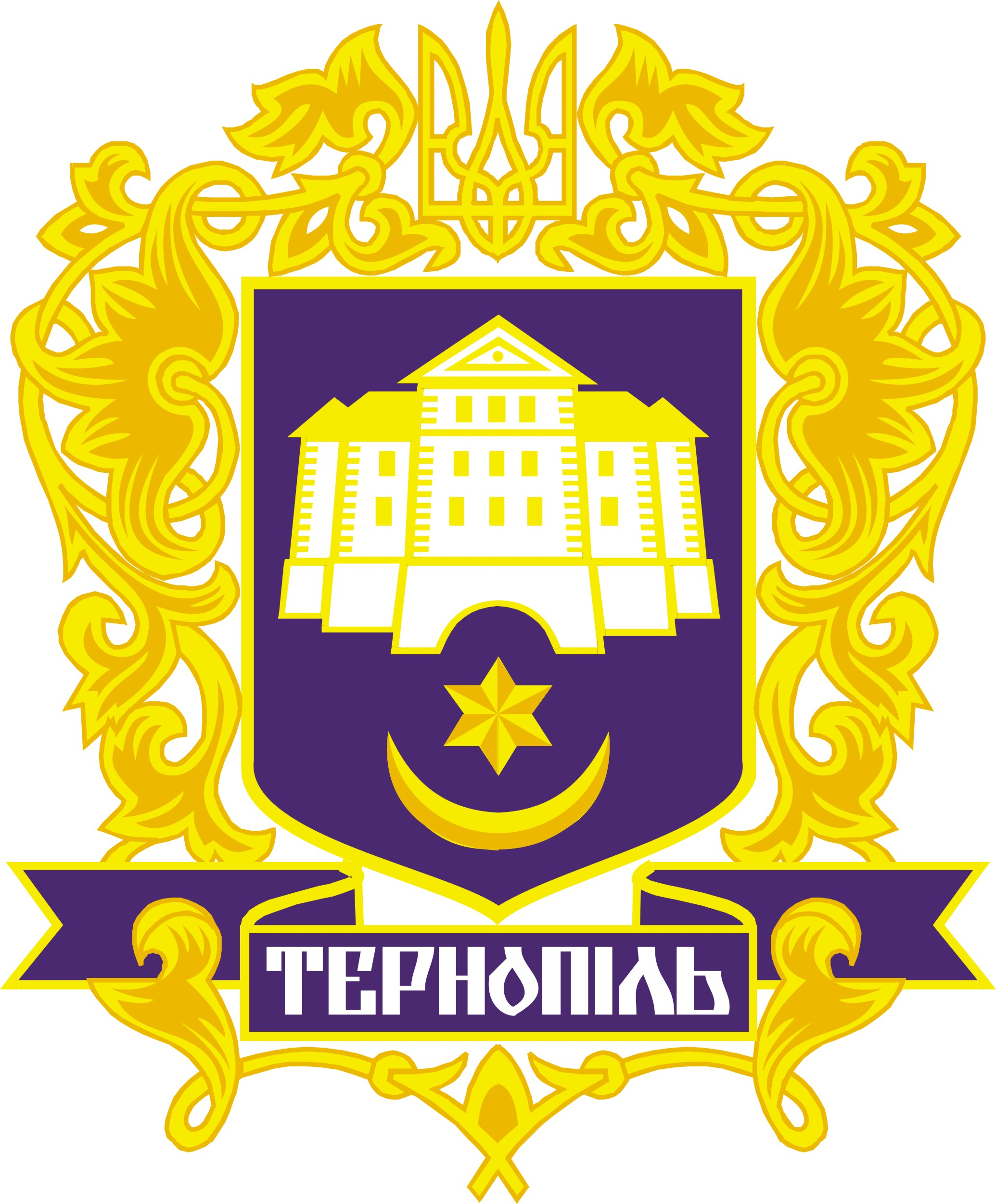
Herb zatwierdzony 9 kwietnia 1993